# 福万尚子
福万尚子（日语：／ Fukuman Naoko，1992年3月3日—），日本女子羽毛球运动员。大阪府大阪市出生，樟蔭東高校畢業，曾先後效力Panasonic株式會社及瑞薩電子公司（九州・山口）及再春館製藥所，現隸屬於優乃克羽毛球部，隊員編號2號。

## 簡歷

### 2009年-2010年 初露鋒芒
2009年4月，福万尚子与高橋沙也加出战大阪羽毛球國際挑戰賽，在女双準决赛以0比2（7-21、10-21）不敌队友的森加織/脇坂郁。
2010年2月，福万尚子与三谷美菜津出战奧地利羽毛球國際挑戰賽，在女双决赛以0比2（14-21、10-21）不敌赛会3号种子、队友的江藤理惠/脇田侑，赢得亚军。同年4月，她与多谷郁恵出战大阪羽毛球國際挑戰賽，在女双準决赛以0比2（17-21、19-21）不敌赛会4号种子、队友的松友美佐紀/高橋禮華。同年6月，她出战俄羅斯羽毛球大獎賽，在女单準决赛以0比2（14-21、18-21）不敌赛会头号种子、东道主的艾拉·迪尔；此外，在与樽野惠的女双準决赛以0比2（19-21、9-21）不敌赛会3号种子、队友的三木佑里子/米元小春。

### 2011年-2014年 國際賽夺冠及东亚会捡銅
2011年3月，福万尚子与與猶胡桃出战紐西蘭羽毛球國際挑戰賽，在女双準决赛以0比2（15-21、16-21）不敌香港的潘樂恩/謝影雪。同年11月，她与與猶胡桃出战馬來西亞羽毛球國際挑戰賽，在女双决赛以2比0（21-16、21-13）击败了赛会3号种子、东道主的林芸如/黃寶玲，夺得其首个国际赛冠军。
2012年4月，福万尚子与與猶胡桃出战大阪羽毛球國際挑戰賽，在女双决赛以0比2（18-21、12-21）不敌赛会5号种子、队友的江藤理惠/脇田侑，赢得亚军。同年5月，她与與猶胡桃出战馬爾代夫羽毛球國際挑戰賽，在女双决赛以2比1（21-18、13-21、23-21）力克赛会头号种子、队友的江藤理惠/脇田侑，赢得冠军。同年7月，她与與猶胡桃出战加拿大羽毛球大獎賽，在女双準决赛以0比2（18-21、9-21）不敌赛会头号种子、队友的松友美佐紀/高橋禮華。同年11月，她与與猶胡桃出战蘇格蘭羽毛球國際賽，在女双决赛以2比0（23-21、21-18）力克赛会2号种子、队友的米元小春/三木佑里子，赢得冠军。
2013年10月，福万尚子代表日本参與中国天津市滨海新区舉行的2013年東亞運動會羽毛球比賽。在半决赛，面对东道主中国队败阵下来，赢得铜牌。
2014年8月，福万尚子与與猶胡桃出战新加坡羽毛球國際系列賽，在女双决赛以2比0（21-16、21-11）击败了赛会头号种子、泰国的帕冲攀·磋楚翁/参尼莎·提查沃拉信昆，赢得冠军。同年10月，她分别与與猶胡桃以及權藤公平出战美國羽毛球國際賽，在女双决赛以2比0（21-10、25-23）击败了赛会头号种子、东道主的李意恒/宝拉·琳·奥巴娜娜，赢得冠军；而混双準决赛以1比2（24-26、22-20、18-21）不敌加拿大的吳駿義/亚历山德拉·布鲁斯。

### 2015年 世錦賽四强
2015年1月，福万尚子与與猶胡桃出战馬來西亞羽毛球大師賽，在女双决赛以0比2（14-21、14-21）不敌赛会头号种子、丹麦强档的克里斯汀娜·彼德森/卡米拉·吕特·尤尔，赢得亚军。同年6月，她与與猶胡桃出战美國羽毛球黃金大獎賽，在女双準决赛以0比2（18-21、5-21）不敌赛会5号种子、中国的于洋/钟倩欣。同年8月，她參加印尼雅加达舉行的世界羽毛球錦標賽，她與與猶胡桃出戰 女子双打項目。因对手退赛，故在首圈輪空；在次圈以2比0（21-13、21-11）轻取赛会12 號種子马来西亚的許嘉雯 /溫可微。在第三圈，以2比1（18-21、22-20、21-19）力克赛会2號種子骆羽 /骆赢。八强中，俩人迎战赛会13 號種子印度的瓦拉·古塔 /阿什维尼·蓬纳帕以2比0（25-23、21-14）。在四强，硬碰赛会4 號種子丹麦的克里斯汀娜·彼德森 /卡米拉·吕特·尤尔以0比2（12-21、15-21）输给对手。同年11月，她与與猶胡桃出战香港羽毛球超級賽，在女双準决赛以0比2（16-21、15-21）不敌赛会5号种子、中国的田卿/赵芸蕾。

### 2016冲击失利 错失奥运
2016年3月，她与與猶胡桃出战印度羽毛球超級賽，在女双决赛以0比2（18-21、18-21）不敌赛会3号种子、队友的松友美佐紀/高橋禮華，赢得亚军。同年4月，她与與猶胡桃出戰亞洲羽毛球錦標賽。首圈，以2-0 （21-15、21-19）击败了香港的陳祉嘉/袁倩瀅；在次圈以2比0（21-10、21-18）轻取泰国的沙威丽·阿米达拜 /帕冲攀·磋楚翁。八强中，以2比0（22-20、18-21、21-14）力克赛会2號種子的骆赢 /骆羽。在四强，以2比1（13-21、21-19、24-22）逆转赛会3 號種子印度尼西亚的尼蒂娅·克里欣达·马赫斯瓦里 /格雷西娅·波利，提前上演日本女双内战。在决赛中，以0-2 （13-21、15-21）不敌日本同胞的松友美佐紀/高橋禮華，无法挤进奥运积分前八，因此后者将约战里约奥运。

### 2017世锦赛
同年3月，福万尚子与與猶胡桃出战印度羽毛球超級賽，在女双决赛以1比2（21-16、19-21、10-21）不敌赛会7号种子、队友的田中志穗/米元小春，赢得亚军。同年年8月，她參加苏格兰格拉斯哥舉行的世界羽毛球錦標賽，她和與猶胡桃出戰女子双打項目。她與與猶胡桃以10號種子身分出戰，故在首圈輪空；但在次圈以2比0（21-7、21-17）横扫中华台北的程郁捷/胡綾芳。在第三圈，面对赛会一號種子日本同胞的奥运女双冠军松友美佐紀/高橋禮華，打满3局以1-2（21-18、15-21、19-21）惜败对手，16强止步。同年9月，她与與猶胡桃出战日本羽毛球超級賽，在女双準决赛以0比2（19-21、11-21）不敌韩国新组合的金荷娜/孔熙容。同年10月，她与與猶胡桃出战丹麥羽毛球首要超級賽，在女双準决赛以1比2（16-21、21-14、14-21）不敌赛会6号种子、队友的田中志穗/米元小春。

## 主要比賽成績
只列出曾進入準決賽的國際賽事成績：
| 年份   | 賽事                     | 公開賽級別 | 項目     | 拍檔       | 成績   |
| ------ | ------------------------ | ---------- | -------- | ---------- | ------ |
| 2009年 | 大阪羽毛球國際挑戰賽     | 國際挑戰賽 | 女子雙打 | 高橋沙也加 | 準決賽 |
| 2010年 | 奧地利羽毛球國際挑戰賽   | 國際挑戰賽 | 女子雙打 | 三谷美菜津 | 亞軍   |
| 2010年 | 大阪羽毛球國際挑戰賽     | 國際挑戰賽 | 女子雙打 | 多谷郁恵   | 準決賽 |
| 2010年 | 俄羅斯羽毛球大獎賽       | 大獎賽     | 女子單打 | －         | 準決賽 |
| 2010年 | 俄羅斯羽毛球大獎賽       | 大獎賽     | 女子雙打 | 樽野惠     | 準決賽 |
| 2011年 | 紐西蘭羽毛球國際挑戰賽   | 國際挑戰賽 | 女子雙打 | 與猶胡桃   | 準決賽 |
| 2011年 | 馬來西亞羽毛球國際挑戰賽 | 國際挑戰賽 | 女子雙打 | 與猶胡桃   | 冠軍   |
| 2012年 | 大阪羽毛球國際挑戰賽     | 國際挑戰賽 | 女子雙打 | 與猶胡桃   | 亞軍   |
| 2012年 | 馬爾代夫羽毛球國際挑戰賽 | 國際挑戰賽 | 女子雙打 | 與猶胡桃   | 冠軍   |
| 2012年 | 加拿大羽毛球大獎賽       | 大獎賽     | 女子雙打 | 與猶胡桃   | 準決賽 |
| 2012年 | 蘇格蘭羽毛球國際賽       | 國際挑戰賽 | 女子雙打 | 與猶胡桃   | 冠軍   |
| 2013年 | 東亞運動會羽毛球比賽     | 其他       | 女子團體 | －         | 銅牌   |
| 2014年 | 新加坡羽毛球國際系列賽   | 國際系列賽 | 女子雙打 | 與猶胡桃   | 冠軍   |
| 2014年 | 美國羽毛球國際賽         | 國際挑戰賽 | 女子雙打 | 與猶胡桃   | 冠軍   |
| 2014年 | 美國羽毛球國際賽         | 國際挑戰賽 | 混合雙打 | 權藤公平   | 準決賽 |
| 2015年 | 馬來西亞羽毛球大師賽     | 黃金大獎賽 | 女子雙打 | 與猶胡桃   | 亞軍   |
| 2015年 | 美國羽毛球黃金大獎賽     | 黃金大獎賽 | 女子雙打 | 與猶胡桃   | 準決賽 |
| 2015年 | 世界羽毛球錦標賽         | 其他       | 女子雙打 | 與猶胡桃   | 季軍   |
| 2015年 | 香港羽毛球超級賽         | 超級賽     | 女子雙打 | 與猶胡桃   | 準決賽 |
| 2016年 | 亞洲羽毛球團體錦標賽     | 其他       | 女子團體 | －         | 亞軍   |
| 2016年 | 瑞士羽毛球黃金大獎賽     | 黃金大獎賽 | 女子雙打 | 與猶胡桃   | 亞軍   |
| 2016年 | 瑞士羽毛球黃金大獎賽     | 黃金大獎賽 | 混合雙打 | 園田啟悟   | 準決賽 |
| 2016年 | 印度羽毛球超級賽         | 超級賽     | 女子雙打 | 與猶胡桃   | 亞軍   |
| 2016年 | 亞洲羽毛球錦標賽         | 其他       | 女子雙打 | 與猶胡桃   | 亚軍   |
| 2016年 | 優霸盃                   | 其他       | 女子團體 | －         | 季軍   |
| 2016年 | 澳洲羽毛球超級賽         | 超級賽     | 女子雙打 | 與猶胡桃   | 準決賽 |
| 2017年 | 印度羽毛球超級賽         | 超級賽     | 女子雙打 | 與猶胡桃   | 亞軍   |
| 2017年 | 日本羽毛球超級賽         | 超級賽     | 女子雙打 | 與猶胡桃   | 準決賽 |
| 2017年 | 丹麥羽毛球首要超級賽     | 首要超級賽 | 女子雙打 | 與猶胡桃   | 準決賽 |
| 2018年 | 大阪羽毛球國際挑戰賽     | 國際挑戰賽 | 女子雙打 | 與猶胡桃   | 冠軍   |
| 2018年 | 美國羽毛球公開賽         | 超級300賽  | 女子雙打 | 與猶胡桃   | 準決賽 |
| 2018年 | 韓國羽毛球公開賽         | 超級500賽  | 女子雙打 | 與猶胡桃   | 準決賽 |
| 2018年 | 中華台北羽毛球公開賽     | 超級300賽  | 女子雙打 | 與猶胡桃   | 準決賽 |

| 2007-2017年 | 首要超級賽 | 超級賽 | 黃金大獎賽 | 大獎賽 | 國際挑戰賽 | 國際系列賽 | 未來系列賽 | 其他 |

| 2018-2026年 | 總決賽 | 超級1000賽 | 超級750賽 | 超級500賽 | 超級300賽 | 超級100賽 | 國際挑戰賽 | 國際系列賽 | 未來系列賽 | 其他 |

### 奧運會和世錦賽參賽紀錄
|          | 搭檔     | 2015 | 2016 | 2017 |
| -------- | -------- | ---- | ---- | ---- |
| 女子雙打 | 與猶胡桃 | 季軍 | －   | 16強 |

## 主要对賽记录
福万尚子與主要對手的對賽成績如下（只列出對賽三次或以上對手，截至2018年8月23日）：
女雙 - 與猶胡桃
| 對手                | 對賽次數 | 對賽結果 | 對賽結果 | 總計 |
| 對手                | 對賽次數 | 勝       | 負       | 總計 |
| ------------------- | -------- | -------- | -------- | ---- |
| 高橋禮華 松友美佐紀 | 11       | 1        | 10       | -9   |
| 松尾静香 内藤真実   | 4        | 3        | 1        | +2   |
| 田中志穗 米元小春   | 3        | 0        | 4        | -4   |
| 廣田彩花 福島由紀   | 3        | 2        | 1        | +1   |
| 總計                | 21       | 6        | 16       | -10  |

| 對手                                     | 對賽次數 | 對賽結果 | 對賽結果 | 總計 |
| 對手                                     | 對賽次數 | 勝       | 負       | 總計 |
| ---------------------------------------- | -------- | -------- | -------- | ---- |
| 克里斯汀娜·彼德森 卡米拉·吕特·尤尔       | 7        | 1        | 6        | -5   |
| 尼蒂娅·克里欣达·马赫斯瓦里 格雷西娅·波利 | 7        | 2        | 5        | -3   |
| 骆赢 骆羽                                | 6        | 2        | 4        | -2   |
| 謝影雪 潘樂恩                            | 6        | 3        | 3        | 0    |
| 申昇瓚 鄭景銀                            | 5        | 3        | 2        | +1   |
| 普蒂塔·素帕猜恭 沙西丽·德拉达那猜        | 4        | 3        | 1        | +2   |
| 姜凱心 洪詩涵                            | 3        | 3        | 0        | +3   |
| 麦尔肯·弗勒尔戈德 萨拉·蒂格森            | 3        | 3        | 0        | +3   |
| 許嘉雯 溫可微                            | 3        | 3        | 0        | +3   |
| 唐渊渟 于洋                              | 3        | 0        | 3        | -3   |
| 黄惠恩 黄惠龄                            | 3        | 1        | 2        | -1   |
| 其他選手                                 | 185      | 119      | 65       | +54  |
| 總計                                     | 206      | 125      | 81       | +44  |